# Vlastimil Hrbáč
Vlastimil Hrbáč (* 1943) je bývalý československý basketbalista,  vicemistr Československa 1970.
V československé basketbalové lize hrál 15 sezón v letech 1960–1975 za družstva Tatran / NHKG Ostrava a Dukla Olomouc. V ligové soutěži byl vicemistrem (1970) s Duklou Olomouc a má třetí místo (1971) s NHKG Ostrava. V historické střelecké tabulce basketbalové ligy Československa (od sezóny 1962/63 do 1992/93) je na 21. místě s počtem 5225 bodů.
 

## Hráčská kariéra

### Kluby –liga
- 1960–1961 Tatran Ostrava – 7. místo (1961)
- 1961–1968 NHKG Ostrava – 3x 6. místo (1962, 1963, 1966), 2x 7. místo (1967, 1968), 8. místo (1964), 9. místo (1965)
- 1968–1970 Dukla Olomouc – vicemistr Československa (1970), 7. místo (1969)
- 1970–1975 NHKG Ostrava – 3. místo (1971), 4. místo (1975), 2x 5. místo (1972, 1974), 9. místo (1973),
- V československé basketbalové lize celkem 15 sezón (1960–1975), 5225 bodů (21. místo) a 2 medailová umístění – 2. místo (1970), 3. místo (1971)